# Ognjen Spahić
Ognjen Spahić, né en 1977 à Podgorica, est un écrivain et journaliste monténégrin.

## Œuvres
- Sve to, Plima, 2001.
- Hansenova djeca, 2004.

- traduit en français sous le titre Les Enfants de Hansen par Mireille Robin et Alain Cappon, Montfort-en-Chalosse, France, Gaïa Éditions, 2011, 170 p.  (ISBN 978-2-84720-078-2)
- Zimska potraga, 2007.
- Puna glava radosti, 2013

- Prix de littérature de l'Union européenne  2014
- traduit en français sous le titre La tête pleine de joies par Alain Cappon, Montfort-en-Chalosse, France, Gaïa Éditions, 2016, 297 p.  (ISBN 978-2-84720-675-3)